# Грейс Зааді
Грейс Зааді (фр. Grâce Zaadi, нар. 7 липня 1993) — французька гандболістка. Олімпійська чемпіонка. Чемпіонка світу і Європи.

## Виступи на Олімпіадах
| Олімпіада           | Дисципліна | Місце |
| ------------------- | ---------- | ----- |
| Ріо-де-Жанейро 2016 | гандбол    | 2     |
| Токіо 2021          | гандбол    | 1     |
| Париж 2024          | гандбол    | 2     |